# Maglódi TC (futsal)
Az H.O.P.E. Futsal egy magyar futsalklub Gyömrőről, amely a magyar futsalbajnokság első osztályában szerepel.

## Csapat 2025/26

### Játékosok[1]
| #  | Ország | Név                                    |
| -- | ------ | -------------------------------------- |
| 1  | HUN    | Bohony Bálint (K)                      |
| 4  | HUN    | Ficsór Richárd                         |
| 5  | HUN    | Koncsol Norbert László (K)             |
| 6  | HUN    | Klcsó Gábor (K)                        |
| 7  | HUN    | Horváth Richárd                        |
| 8  | HUN    | Csóri László                           |
| 9  | HUN    | Csóri Balázs                           |
| 10 | HUN    | Molnár Szabolcs Olivér                 |
| 14 | HUN    | Vékei Nándor (C)                       |
| 15 | HUN    | Milavecz Kevin Márk                    |
| 17 | BRA    | Everton Rodrigues Domingos (Everton)   |
| 20 | HUN    | Fellegi Nándor                         |
| 23 | HUN    | Szabó Donát László                     |
| 37 | BRA    | Jonathan De Oliveira Dos Santos (Jhow) |
| 77 | HUN    | Fridrich Dávid                         |
| 97 | HUN    | Rajnai György                          |
|    | HUN    | Boda József                            |
|    | HUN    | Horváth Norbert                        |
|    | HUN    | Seregy Tamás István                    |

### Szakmai stáb[2]
| Kinevezés         | Ország | Név            |
| ----------------- | ------ | -------------- |
| Elnök             | HUN    | Merczel János  |
| Vezetőedző        | HUN    | Matyó Máté     |
| Masszőr           | HUN    | Makádi Anna    |
| Szakosztályvezető | HUN    | Németh Gusztáv |

## Eredmények

### Helyezések a bajnokságban
| Szezon    | Bajnokság neve                           | Helyezés |
| --------- | ---------------------------------------- | -------- |
| 2015/2016 | Férfi Futsal NB II. Keleti csoport       | 10.      |
| 2016/2017 | -                                        | -        |
| 2017/2018 | Férfi Futsal NB III. Pest megyei csoport | 1.       |
| 2018/2019 | Férfi Futsal NB II. Nyugati csoport      | 5.       |
| 2019/2020 | Férfi Futsal NB III. Pest megyei csoport | -        |
| 2020/2021 | Férfi Futsal NB II. Keleti csoport       | 2.       |
| 2021/2022 | Férfi Futsal NB II. Keleti csoport       | 3.       |
| 2022/2023 | Férfi Futsal NB II. Keleti csoport       | 1.       |
| 2023/2024 | Férfi Futsal NB I.                       | 12.      |
| 2024/2025 | Férfi Futsal NB II. Keleti csoport       | 2.       |